# Харчевня (Новгородская область)
Харче́вня — деревня в Крестецком районе Новгородской области, входит в состав Крестецкого городского поселения.

## География
Деревня Харчевня расположена на левом берегу реки Холова, на федеральной автодороге «Россия» М10, между деревнями Долгий Мост (2,4 км) и Невская (4,9 км), в 7 км к северо-западу от посёлка Крестцы.

## Население
В 2002 — 14.
| 2010 |
| ---- |
| 10   |

## История
В 1776—1796, 1802—1922 деревня Харчевня(Похоловье) — в образованном Крестецком уезде, а в 1796—1802, 1922—1927 — в Валдайском уезде Новгородской губернии.
Деревня Похоловье отмечена на картах 1787, 1788(лист 18), 1807, 1812, 1816.
С начала XIX века до 1922 — в Крестецкой волости Крестецкого уезда.
В 1908 в деревне Харчевня было 17 дворов и 17 домов, проживало 72 человека. Имелась часовня.
В 1965 был образован совхоз «Крестецкий», в который вошла деревня Харчевня.